# Abdellah Taïa

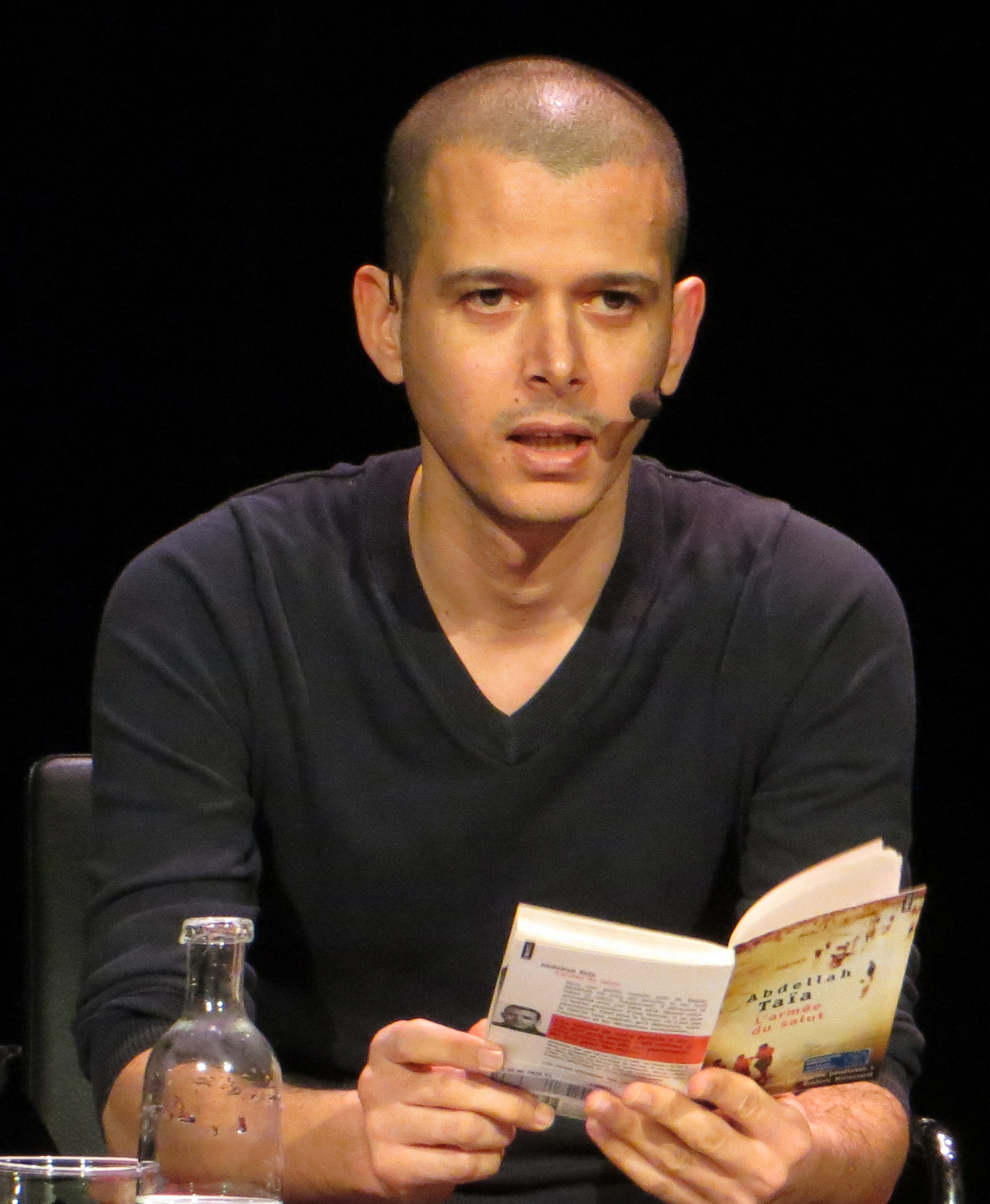
Abdellah Taïa in 2013

Abdellah Taïa (Salé, 1973) is een openlijk homoseksuele Marokkaanse schrijver, die sinds 1998 in vrijwillig ballingschap in Parijs leeft. Taïa schrijft in het Frans. Verschillende werken van hem zijn vertaald naar het Nederlands.
Taïa groeide op in een groot gezin met negen kinderen in Salé, Marokko. Hij kwam voor het eerst in contact met de literatuur via zijn vader, die bij de plaatselijke bibliotheek werkte als conciërge. Als homoseksuele puber werd hij geconfronteerd met homofobie en de machocultuur binnen de Marokkaanse cultuur.
Hij studeerde Franse literatuur in Rabat. Later studeerde hij een semester in Genève en aan de Sorbonne in Parijs.
In 2007 kwam hij uit de kast tijdens een interview voor het literaire tijdschrift Tel Quel. Dit deed in Marokko veel stof opwaaien.
Taïas boeken handelen over het leven in een homofobe maatschappij en hebben een autobiografische achtergrond.
In 2013 regisseerde hij de film L'armee du salut, gebaseerd op het gelijknamige boek.

## Verschenen in het Nederlands
- Broederliefde (L'armée du Salut), Van Gennep 2007
- Arabische melancholie (Une mélancolie arabe), Van Gennep 2008
- Rendez-vous (Le rouge du tarbouche), Van Gennep 2009
- Hartsvrienden (Le jour du roi), Van Gennep 2011